# Baccalauréat sciences et technologies de laboratoire en chimie de laboratoire et des procédés industriels
Pour un article plus général, voir Baccalauréat technologique.
La Chimie de laboratoire et des procédés industriels (CLPI) est une option du baccalauréat sciences et technologies de laboratoire (STL) qui mène vers des études courtes comme un BTS (BAC+2), un DUT (BAC+2 qui peut être complété par une licence professionnelle (BAC+3)) dans la majorité des cas, mais peut également mener à des études beaucoup plus prolongées notamment en Licence générale (BAC+3, après un DUT par exemple), puis Master (BAC+5) et éventuellement en Doctorat (BAC+8), ou directement en école d'ingénieur (sortie à BAC+5) via la prépa TPC réservée uniquement aux bacheliers STL CLPI et PLPI, ou indirectement après un DUT par exemple.

## Présentation
Comme son nom l'indique, on y apprend la chimie pratiquée en laboratoire et dans les industries, ce qui nécessite des connaissances de bases (mais quand même approfondies) en chimie organique, minérale (appelée aussi chimie générale ou inorganique) ainsi qu'en génie chimique et technologie (schémas industriels normés, échanges de chaleur, dynamique et statique des fluides). Contrairement à la filière générale S option physique et chimie, l'enseignement en STL est à fort taux horaire et est très axé sur la chimie. L'enseignement en histoire-géographie y est cependant moins exigeant. L'épreuve est en effet passée en classe de première (épreuve anticipée) et consiste en en oral d'une vingtaine de minutes dont le sujet, tiré au sort, porte sur et l'histoire et la géographie (l'un des deux sera majeur et l'autre mineur). Le français, comme pour les autres filières, est lui aussi passé en classe de première. Les mathématiques sont par contre moins poussées qu'en filière S. En première, les bases de la physique théorique et pratique sont abordées. En terminale, l'enseignement pratique et théorique de physique ne concerne plus que l'électricité.
Les épreuves du BAC consistent naturellement à évaluer les connaissances théoriques par écrit, mais aussi les connaissances pratiques qui présentent les coefficients les plus importants de la section, ce qui est à la base de la connotation populaire péjorative à l'égard des BAC STL notamment. En effet, étant donné que les notes de TP sont généralement supérieures à 15/20, leurs forts coefficients (7 en chimie minérale ou organique et 5 en génie chimique ou technologie) permettent facilement l'obtention du diplôme (mais évidemment sans mention). Il est à noter qu'il n'y a pas d'épreuve pratique de physique.

## Programme
Acquisition des méthodes physico-chimiques utilisées en laboratoire et dans l'industrie pour analyser et transformer la matière. Des cours, des TP de chimie, organique et générale (dosage, oxydo-réduction, réaction acido-basique, méthode de Mohr, méthode de Charpentier - Volhard, chromatographie sur couche mince, distillation, hydrodistillation, synthèse, cristallisation…) et de physique, apprendre les mécanismes de toutes les réactions que l'on étudies en chimie, et des heures en ateliers de génie chimique, pour apprendre des méthodes et les techniques de production industrielle.
La formation alterne entre cours, Travaux pratiques de chimie et de physique et heures d'atelier en génie chimique. L'élève doit être organisé, soigneux et apprendre à maîtriser ses gestes. Il faut aussi aimer travailler en laboratoire. À la fin de la Terminale, les élèves doivent connaître les constituants de la matière (atome, molécules), savoir identifier une substance et une solution, pouvoir déterminer sa concentration massique ou concentration molaire et avoir un raisonnement particulier pour la chimie.

## Horaires

### En Première
| Théorie                       | Théorie            |
| Matière                       | Durée hebdomadaire |
| ----------------------------- | ------------------ |
| Chimie minérale               | 2 heures           |
| Chimie organique              | 2 heures           |
| Physique                      | 2 heures           |
| Génie chimique et technologie | 3 heures           |
| Mathématiques                 | 4 heures           |
| LV1                           | 2 heures           |
| Français                      | 3 heures           |
| Histoire-géographie           | 2 heures           |
| EPS                           | 2 heures           |
| Modules                       | 2 heures           |
| LV2                           | 2 heures           |

| Enseignement pratique | Enseignement pratique |
| Matière               | Durée hebdomadaire    |
| --------------------- | --------------------- |
| Chimie minérale       | 3 h 30                |
| Chimie organique      | 3 h 30                |
| Physique              | 2 heures              |

Soit 18 h de physique et chimie par semaine.

### En Terminale
| Enseignement théorique        | Enseignement théorique |
| Matière                       | Durée hebdomadaire     |
| ----------------------------- | ---------------------- |
| Chimie minérale               | 2 h 30                 |
| Chimie organique              | 2 h 30                 |
| Physique                      | 2 heures               |
| Génie chimique et technologie | 4 heures               |
| Mathématiques                 | 4 heures               |
| LV1                           | 2 heures               |
| Philosophie                   | 2 heures               |
| EPS                           | 2 heures               |
| LV2                           | 2 heures               |

| Enseignement pratique         | Enseignement pratique         | Enseignement pratique         |
| Matière                       | Durée hebdomadaire, semaine A | Durée hebdomadaire, semaine B |
| ----------------------------- | ----------------------------- | ----------------------------- |
| Chimie minérale               | -                             | 4 h + 1 h                     |
| Chimie organique              | 4 h + 1 h                     | -                             |
| Génie chimique et technologie | 3 h 30                        | 3 h 30                        |
| Physique                      | 2 heures                      | 2 heures                      |

Soit 20 à 23 h de physique et chimie par semaine.

## Type d'épreuve, discipline, durée et coefficient au BAC

### En première (épreuves anticipées)
| Matière                | Type  | Durée  | Coefficient |
| ---------------------- | ----- | ------ | ----------- |
| Français               | Écrit | 4 h    | 2           |
| Français               | Oral  | 20 min | 1           |
| Histoire et géographie | Oral  | 20 min | 1           |

### En terminale
| Matière                       | Type  | Durée | Coefficient |
| ----------------------------- | ----- | ----- | ----------- |
| Techniques de laboratoire     | TP    | 4 h   | 7           |
| Génie chimique ou technologie | TP    | 4 h   | 5           |
| Chimie                        | Écrit | 3 h   | 4           |
| Génie chimique et technologie | Écrit | 3 h   | 3           |
| Physique                      | Écrit | 2 h   | 3           |
| Mathématiques                 | Écrit | 3 h   | 4           |
| Philosophie                   | Écrit | 4 h   | 2           |
| LV1                           | Écrit | 2 h   | 2           |
| EPS                           | CCF   | -     | 2           |

### Options facultatives
Le candidat choisit au plus deux épreuves.
| Épreuve                        | Nature de l’épreuve | Durée                  |
| ------------------------------ | ------------------- | ---------------------- |
| Langue vivante 2 étrangère     | orale ou écrite     | 20 minutes ou 2 heures |
| Langue vivante 2 régionale     | orale               | 20 minutes             |
| Éducation physique et sportive | CCF                 |                        |
| Arts plastiques                | orale               | 30 minutes             |
| Cinéma-audiovisuel             | orale               | 30 minutes             |
| Danse                          | orale               | 30 minutes             |
| Histoire des arts              | orale               | 30 minutes             |
| Théâtre                        | orale               | 30 minutes             |
| Musique                        | orale et pratique   | 40 minutes             |

## Après le bac STL
Poursuites d'études supérieures technologiques, essentiellement en BTS ou DUT, dans le prolongement de leur spécialité. D'autres orientations sont possibles (classes préparatoires aux écoles d'ingénieur, université...), mais elles ne concernent que les plus motivés et les meilleurs. 
Ces derniers peuvent notamment tenter une prépa TPC (technologie, physique et chimie) réservés aux bacheliers technologiques.
En perspective, des débouchés dans les laboratoires et les industries de nombreux secteurs (chimie, pharmacie, agroalimentaire, environnement, santé, énergie, instrumentation, BTP...).

### Poursuite d'étude en STS (Section de technicien supérieur)
- BTS Chimiste
- BTS Qualité en industries alimentaires et bioindustries
- BTS Esthétique cosmétique
- BTS Métiers de l'eau
- BTS Hygiène-propreté-environnement

### Poursuite d'étude en  IUT (Institut universitaire de technologie)
- DUT Chimie
- DUT Génie chimique-Génie des procédés

### Prépas TPC
Écoles d'ingénieurs généralistes